# Byttneria attenuatifolia
Byttneria attenuatifolia är en malvaväxtart som beskrevs av C.L. Cristobal. Byttneria attenuatifolia ingår i släktet Byttneria och familjen malvaväxter. Inga underarter finns listade i Catalogue of Life.